# Snooker (spelsituatie)

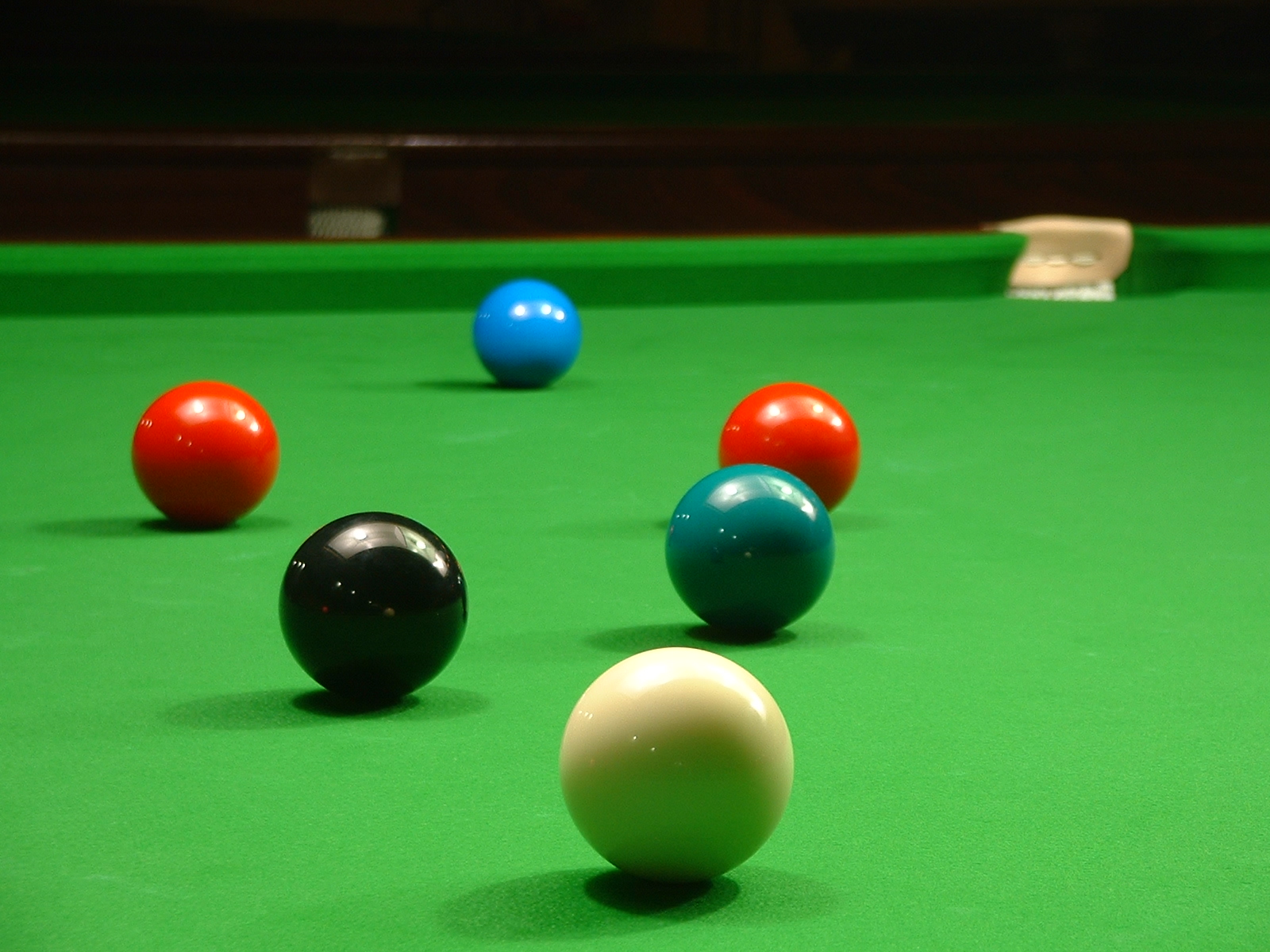
Wit is gesnookerd op de twee rode ballen in deze spelsituatie.

Het woord snooker wordt niet alleen voor de sport gebruikt, maar ook voor een bepaalde situatie in het snooker: wanneer de ball-on (de bal waarop gespeeld moet worden) niet rechtstreeks geraakt kan worden doordat er een andere bal tussen ligt.
Strikt volgens het reglement is er al sprake van een snooker als de ball-on niet rechtstreeks volledig aan beide kanten kan worden geraakt. In het dagelijkse spraakgebruik wordt echter uitgegaan van de situatie waarbij er geen rechtstreeks contact mogelijk is en er dus sowieso een 'omweg' nodig is. Dit artikel gaat daar ook van uit.
In geval van een snooker moet de speler via de band of met een swerveshot (zie effect) de ball-on (of een ervan, in geval van een rode bal) zien te raken. Slaagt hij hierin maar pot hij de bal niet (wat doorgaans het geval is), dan is de tegenstander aan de beurt; slaagt hij hier niet in, dan krijgt de tegenstander de waarde van de ball-on of, als hij een andere bal geraakt heeft, de waarde van die bal als die meer waard is (maar altijd minstens 4 punten). De tegenspeler mag kiezen of hij zelf speelt (wat gewoonlijk enkel wordt gedaan als de ballen goed liggen) of de speler nogmaals laat spelen zoals de ballen er na de gemiste snooker bij liggen. Heeft de scheidsrechter ook een miss uitgesproken (zie verder), dan heeft de tegenstander nog een derde mogelijkheid: de ballen worden teruggelegd en de speler moet het dus opnieuw proberen vanuit de oorspronkelijke, gesnookerde positie.
Als de tegenstander op zijn beurt gesnookerd ligt nadat een speler zonder succes geprobeerd heeft uit een snooker te ontsnappen, is er sprake van een free ball (zie hieronder) en mag de tegenstander elke bal op de tafel uitkiezen in de plaats van de bal waarop hij normaal had moeten spelen.
Snookers kunnen toevallig worden gelegd, maar meestal maken ze deel uit van de safety play, het tactische spel. Snookers kunnen, in de hoop dat de tegenstander een fout maakt, worden gelegd om een achterstand goed te maken (met name wanneer er niet genoeg punten meer op tafel liggen om de tegenstander in te halen). Er kan ook geprobeerd worden om de tegenstander te snookeren wanneer de ballen slecht liggen en er geen kans is om een break voort te zetten.
Nauw betrokken bij snookers zijn:

## De missregel
Er bestaat een regel die stelt dat de tegenstander mag beslissen dat de ballen teruggeplaatst worden en de tegenstander opnieuw moet proberen de ball-on te raken, als een speler naar het oordeel van de scheidsrechter niet genoeg moeite heeft gedaan om een bal te raken uit een snooker. In de eerste plaats dient deze regel om te vermijden dat een speler de bal bijvoorbeeld slechts een licht tikje geeft en niets raakt om zo weinig mogelijk strafpunten te krijgen, maar een miss wordt ook op hoger niveau meestal uitgesproken als een speler duidelijk geprobeerd heeft de ball-on te raken. De scheidsrechter zegt dan foul, and a miss. Mist de speler opnieuw, dan kan dit doorgaan tot de speler de ball-on uiteindelijk raakt of tot de tegenspeler beslist om zelf te spelen, wat doorgaans enkel gebeurt als de ballen goed liggen voor hem. Als het bijzonder moeilijk is om uit een snooker te ontsnappen, kan de scheidsrechter ook beslissen om (eventueel na een paar pogingen) geen miss uit te spreken.
Het is belangrijk dat de scheidsrechter de positie van de ballen goed onthoudt, want bij een miss kan de tegenspeler dus beslissen dat de ballen teruggelegd moeten worden. De scheidsrechter legt de ballen vervolgens terug en als beide spelers akkoord gaan met de positie van de ballen, wordt er opnieuw gespeeld. Televisiebeelden worden hier slechts uitzonderlijk voor gebruikt; meestal heeft de scheidsrechter voldoende gelegenheid gehad om de positie van de (belangrijke) ballen te onthouden. Beelden zijn vooral handig als er sprake is van een totaal onverwachte misser, of als er veel ballen verschoven zijn.
De missregel is in ieder geval onderwerp van discussie in de snookerwereld. Met deze regel, of tenminste de consequentie waarmee ze door de scheidsrechters wordt toegepast, kunnen spelers zonder iets te doen veel punten scoren en de tegenstander in flinke moeilijkheden brengen als ze net een moeilijke snooker hebben gelegd.
Toch vinden spelers het niet altijd erg als ze punten verliezen met een moeilijke snooker, zolang ze de tegenstander maar geen goede kans geven om een break te maken, want dat kan verlies van het frame betekenen.
Buiten het professionele niveau wordt de missregel variabel toegepast. Belangrijk is het principe van de regel te onthouden: heeft de speler voldoende moeite gedaan om de bal te raken? Dit houdt in dat een gemiste bal zeker niet automatisch tot een miss moet leiden (alles hangt af van de moeilijkheidsgraad en het niveau van de speler), maar anderzijds is het ook niet de bedoeling dat een speler zich er al te makkelijk van afbrengt of zelfs probeert voordeel te halen uit de situatie.

## Free ball

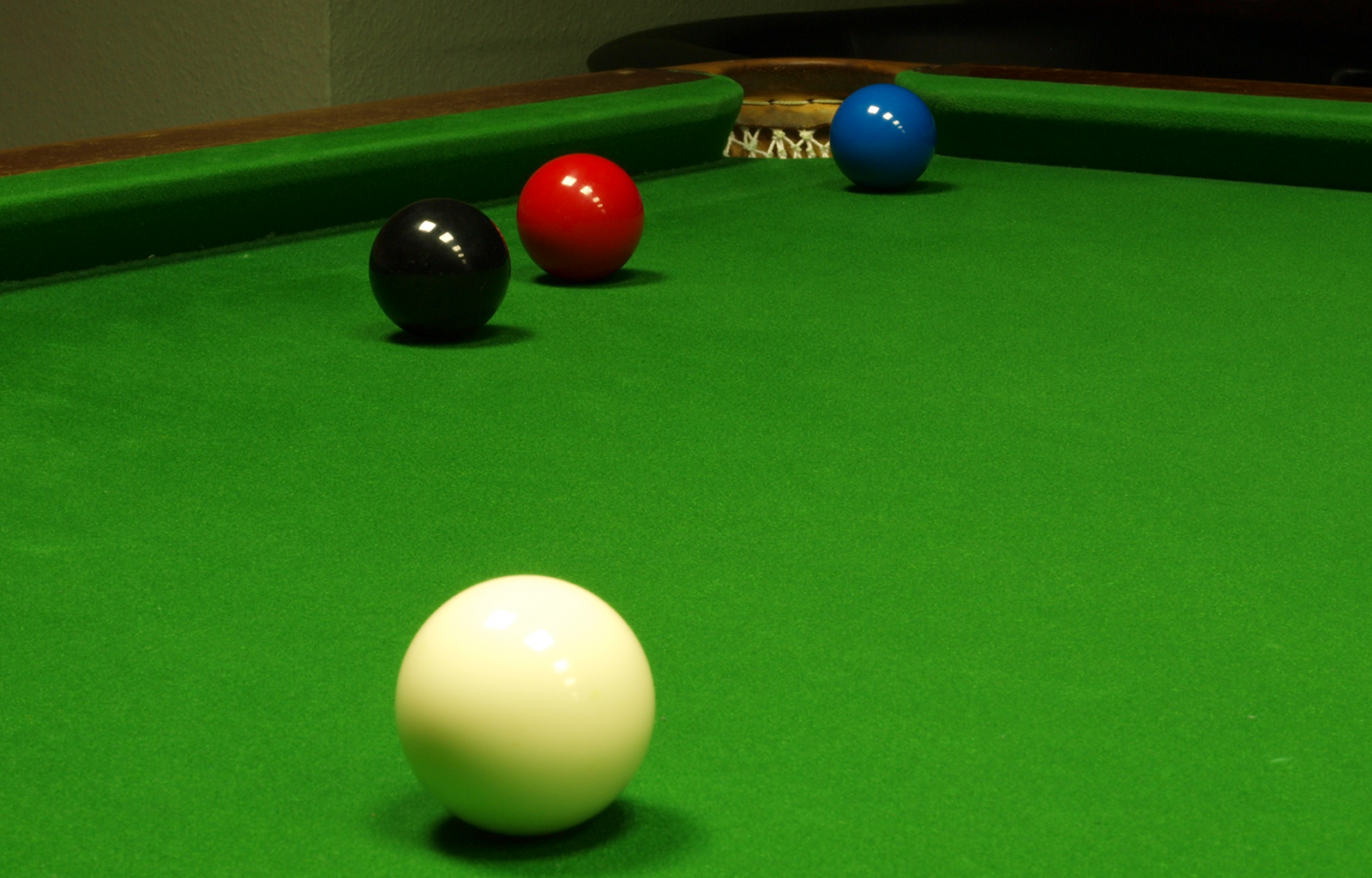
In deze situatie krijgt de speler (na een fout van de tegenspeler) een free ball omdat hij niet beide kanten van de rode bal kan raken in een rechte lijn. De speler mag hier blauw aanduiden als free ball ter vervanging van rood.

Een free ball wordt toegekend wanneer een speler gesnookerd ligt na een fout van de tegenspeler (niets of de verkeerde bal geraakt, de cueball binnengespeeld, enzovoort). Een speler krijgt een free ball zodra de ball-on niet aan beide kanten in een rechte lijn geraakt kan worden door de cueball (hier wordt dus wel uitgegaan van de strikte definitie van een snooker). Vervolgens mag de speler elke bal op tafel uitkiezen om te spelen in de plaats van de gesnookerde ball-on. De free ball heeft dan ook de waarde van de ball-on, ongeacht zijn 'normale' waarde. Wordt een free ball toegekend voor een rode bal, dan mag de speler na het potten ervan op een gekleurde bal spelen, zelfs al was de geselecteerde free ball ook een kleur.
Met een free ball is het in theorie mogelijk om een break hoger dan 147, de veronderstelde maximumbreak, te maken. Dit kan als alle rode ballen nog op tafel liggen. Met een free ball kan een speler 8 punten maken (één punt voor de free ball, gevolgd door de zwarte bal), waarna hij zijn break op een normale manier voortzet. Als hij hierbij na elke rode bal een zwarte pot en vervolgens de kleuren in volgorde binnenspeelt, is een break van 155 mogelijk. Zie maximumbreak voor meer informatie.

## Angled
Een bijzondere situatie ontstaat er wanneer de hindernis tussen de cueball en de ball-on niet gevormd wordt door een andere bal, maar door de band. De bal wordt dan angled genoemd. Bij de pockets buigt de band sterk af, en heel soms komt het voor dat de cueball verborgen ligt achter dit stukje band t.o.v. de ball-on. Volgens het reglement wordt dit niet als een echte snooker beschouwd, waardoor de bovengenoemde free ball-regel ook niet van toepassing is als een dergelijke situatie ontstaat na een fout van de tegenstander. In zo'n geval kan de speler uiteraard wel beslissen om de tegenstander opnieuw te laten spelen vanaf de ontstane positie.
De meeste situaties met een angled bal ontstaan per toeval, doordat de cueball op weg is naar de pocket maar op het randje daarvan blijft liggen (en de speler zich dus dubbel gelukkig mag prijzen). Een bewust gespeelde angled bal is zeer zeldzaam, omdat het risico op het wegspelen van de cueball in de pocket zeer groot is (de bal moet echt op het randje en pal tegen de band blijven liggen om angled te zijn).
Jargon ·
Maximumbreak ·
Effect ·
Gesnookerd ·
Hulpstukken ·
Spelers ·
Toernooien